# 舞鶴海軍工廠
舞鶴海軍工廠為日本帝國海軍擁有並營運的四大造船廠之一。

## 歷史
舞鶴鎮守府於1889年成立於京都府舞鶴市，為負責防禦日本列島的第四個鎮守府。在海軍基地成立後，舞鶴鎮守府於1901年設立了擁有旱塢的船隻修復設施。在1903年新增了造船的器材與設施後，舞鶴海軍工廠正式成立。
額外的旱塢於1904年以及1914年完工。1914年完工的3號旱塢為當時全日本最大。
1923年日本簽訂華盛頓海軍條約後，海軍省內部出現了關閉此設施的聲浪，而直到1936年為止舞鶴海軍工廠大體上成了後備設施。此後，舞鶴海軍工廠重新開張、擴建，並開始為軍方生產船隻、飛機與其他武器。其專攻驅逐艦大小以下的艦艇。

### 戰後
第二次世界大戰結束後，舞鶴海軍工廠由私人擁有的飯野産業接管，並成立了飯野產業舞鶴造船所。
1953年更名為飯野重工業。1963年納入日立造船旗下並更名為舞鶴重工業。1971年與日立造船合併，為日立造船舞鶴工場。
2002年，日立造船將此造船廠分離，並與JFE控股合資，將造船廠改為Universal Shipbuilding Corporation（ユニバーサル造船）。
造船廠的舊主辦公室與一些相關的倉庫被舞鶴市政府保留為紀念館用途。戰前設立的旱塢與一座大型起重機至今仍被使用。

## 另外參見
- 橫須賀海軍工廠
- 吳海軍工廠
- 佐世保海軍工廠
- 廣海軍工廠
- 豐川海軍工廠（英语：Toyokawa Naval Arsenal）

## 外部連結
- 舞鶴海軍工廠紀念館 (日文)[永久]

35°28′26″N 135°24′07″E / 35.474°N 135.402°E